# Émilie Kempin-Spyri
Émilie Kempin-Spyri, née le 18 mars 1853 à Altstetten et morte le 12 avril 1901 à Bâle, est la première Suissesse diplômée en droit. N'obtenant pas le droit de pratiquer en tant qu'avocate elle émigre à New York avec son mari et ses trois filles où elle fonde une école de droit pour les femmes,. Elle est reconnue également dans le mouvement féministe pour son influence sur la réécriture du nouveau code civil allemand.

## Biographie

### Diplôme de droit en Suisse
Elle est la nièce de l'écrivaine Johanna Spyri. Dans sa jeunesse, elle est jeune femme au pair à Neuchâtel pendant un an. Entre 1876 et 1879, elle donne naissance à trois enfants. Elle passe l'examen de maturité à l'âge de 30 ans, malgré l'opposition de son entourage familial, puis entre à l'Université de Zurich. Première Suissesse à faire des études de droit, elle obtient son doctorat en 1887. En tant que femme, elle n'a pas les droits civiques et ne peut avoir son brevet d'avocate pour accéder au barreau. Elle dépose un recours au Tribunal fédéral, qui n'entre pas en matière.

### École de droit à New York
L'Université de Zurich lui ayant refusé un poste de privat-docent parce qu'elle est une femme, elle part à New York avec son mari et ses enfants en 1888. Elle y fonde une école pour que les femmes puissent faire des études en droit et devenir avocates. Elle s'implique également pour permettre l'accès à une aide juridique aux personnes les plus pauvres. L'année suivante, son mari, qui n'arrive pas à surmonter les difficultés de son adaptation, retourne en Suisse avec deux des trois enfants. En 1894, elle s'oppose aux propositions d'Eugen Huber en ce qui concerne le régime matrimonial du nouveau code civil suisse, trop discriminant envers les femmes.

### Privat-Docent etFrauenrecht
Elle doit faire un choix difficile entre rester en Amérique, où le succès pour sa carrière est assuré, ou rejoindre sa famille qui est en Suisse. Elle finit par retourner à Zurich avec sa deuxième fille en 1891. Elle arrive à se faire accepter comme privat-docent à l'Université de Zurich. Elle milite pour que les femmes puissent devenir avocates, devient conseillère juridique et donne des cours de droit à l'école supérieure de Zurich consacrée seulement aux jeunes filles. Elle fonde en 1893 la Frauenrecht, une Association pour la défense des droits des femmes, qui prodigue des conseils juridiques gratuitement. Elle est également la rédactrice du Frauenrecht jusqu'en 1894.

## Départ pour Berlin
Elle se sépare de son mari en 1895 et part pour Berlin, où elle donne des cours de droit et ouvre un cabinet de conseil juridique. Elle commence à s'intéresser au statut juridique des femmes dans le code civil allemand. Ses idées ne sont pas acceptées par les féministes, surtout par les plus radicales qui rejettent le code civil en 1897. En raison de ce désaccord, elle se sépare du mouvement allemand pour les droits des femmes. Des difficultés familiales et matérielles la conduisent vers la schizophrénie. À partir de l'automne 1897, elle vit dans des cliniques psychiatriques. Seule et pauvre, elle meurt le 12 avril 1901 dans une clinique psychiatrique à Bâle d'un cancer du col utérin.
En 1898, les premières Zurichoises accèdent au barreau grâce à son action. Anna Mackenroth devient la première avocate suisse.

## Publications
- Die Stellung der Frau nach den zur Zeit in Deutschland gültigen Gesetzesbestimmungen sowie nach dem Entwurf eines bürgerlichen Gesetzbuches für das Deutsche Reich, 1892

- Die Ehefrau im künftigen Privatrecht der Schweiz, 1894

- Rechtsbrevier für deutsche Ehefrauen, 1897